# 5842 Cancelli
Az 5842 Cancelli (ideiglenes jelöléssel (5842) 1986 CV1) a Naprendszer kisbolygóövében található aszteroida. Henri Debehogne fedezte fel 1986. február 8-án.